# 민경현 (1998년)
민경현(한국 한자: 閔景鉉, 1998년 5월 4일 ~ )은 대한민국의 축구 선수이며, 포지션은 수비수이다.